# 팔라메데스
팔라메데스(Palamedes)는 그리스 신화에 나오는 트로이 전쟁의 영웅이다. 에보이아섬을 다스리던 나우플리오스와 크레타섬의 왕녀 클리메네의 아들이라고 한다. 반인반마의 현자 케이론의 가르침을 받아 지력이 뛰어났다고 한다. 고대 그리스인들은 주사위와 알파벳의 몇몇 문자를 비롯하여 수많은 발명을 한 것으로 믿었으며, 오디세우스보다 지략이 뛰어난 인물로 여겼다. 트로이 전쟁을 앞두고 장수들을 규합할 때 오디세우스는 참전하지 않으려고 미친 체하였다. 오디세우스가 나귀와 황소를 쟁기에 매고 밭을 갈며 종자 대신 소금을 뿌리고 있을 때 팔라메데스는 그를 시험하기 위하여 그의 아들 텔레마코스를 쟁기 앞에 놓았는데, 오디세우스가 아들을 피해감으로써 연극임이 드러났다. 앙심을 품은 오디세우스는 전쟁중에 편지를 위조하여 팔라메데스가 트로이와 내통한다고 모함하여 돌로 쳐죽이게 했다. 또 다른 이야기로는 팔라메데스를 시기한 오디세우스와 디오메데스가 낚시를 하던 그를 물에 빠뜨려 죽였다고도 하고, 우물 속에 보물이 있다고 속여 들어가게 한 다음 우물을 돌로 채워 죽였다고도 한다.